# Zwiesel (Bayerische Voralpen)
Núi Zwiesel hay núi Zwieselberg là một núi cao chỉ có 1348 m ở Bayerischen Voralpen. Có thể lên núi này một cách dễ dàng từ núi Blomberg. Dưới đỉnh núi Zwiesel ở độ cao 1245 m có một nông trại tên là Zwieselalm (hay còn gọi là Schnaiteralm). Từ đỉnh đi tới Blomberghaus có một quán ăn trên núi, khoảng gần 30 phút. Từ đây xuống chân núi khoảng 1 tiếng, nơi có trạm ghế treo trên dây cáp để lên tới đỉnh Blomberg. Giữa đường (đi khoảng nửa tiếng) có trạm xe trượt núi mùa hè (Sommerrodelbahn) dài nhất Âu châu (1286 m), khoảng cách độ cao 200 m, độ dốc là 17%.

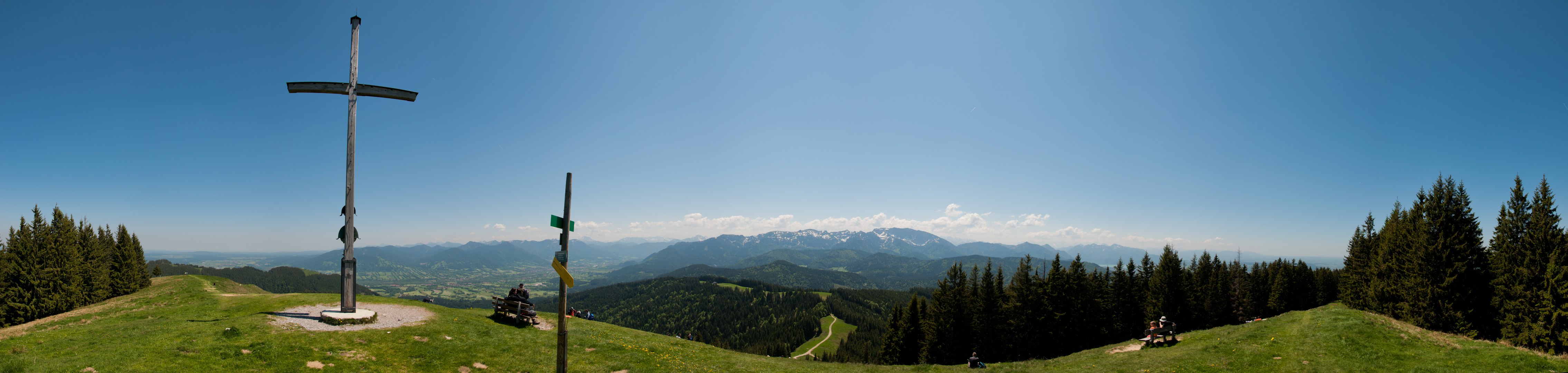
Zwieselgipfel (Bayerischen Voralpen)